# 웨인 (프로게이머)
웨인(본명: 황서현, 2003년 5월 27일 ~ )은 대한민국의 리그 오브 레전드 프로게이머로 아이디는 Wayne이다. 포지션은 AD 캐리이다.

## 선수 생활
2020년 1월 그리핀에 입단하면서 프로 커리어를 시작했다. 2020년 6월, 그리핀의 1군 선수단에 합류했다. 2020 서머 시즌동안 팀의 주전 원딜러로 활동했다.
2021시즌을 앞두고 농심 레드포스에 입단했다. 2021시즌 중에는 덕담의 백업 선수로 활동했다. 2021시즌 종료 후 팀에서 퇴단했다.

## 소속팀
| # | 팀명          | 소속 기간             | 소속 리그 | 비고 |
| - | ------------- | --------------------- | --------- | ---- |
| 1 | 그리핀        | 2020.06.08~2020.12.14 | CK        |      |
| 2 | 농심 레드포스 | 2020.12.17~2021.11.15 | LCK       |      |

## 주요 성적
- 2020 LoL KeSPA컵 울산 준우승